# Бредно
Бре́дно — невелике озеро в Россонському районі Вітебської області на півночі Білорусі.

## Опис
Озеро розташоване у басейні річки Свольна, за 24 км на північний захід від селища Россони, на території ландшафтного заказника «Красний Бор», на висоті 132,9 м над рівнем моря. Невисоким валом на заході відокремлене від озера Біле. Тип озера — мезотрофне, мілководне, з низькою мінералізацією.
Довжина озера — 700 м, ширина — 600 м, площа — 0,28 км². Озеро мілководне, максимальна глибина — 4,7 м, об'єм води — 0,54 млн м³. В озеро не впадають струмки, живлення дощове та підземними водами. Прозорість води — до дна.
Схили улоговини висотою від 8 до 20 м, круті, на півночі низькі, піщані, під сосновим лісом. Береги високі, піщані і торф'янисті. Мілководдя піщане, глибше дно мулисте.